# Palazzo Giallo
Il Palazzo Giallo (in danese: Det Gule Palæ) è un palazzo del XVIII secolo situato ad Amaliegade, accanto al Palazzo di Amalienborg, nel distretto Frederiksstaden di Copenaghen. Questo edificio è considerato il primo esempio di architettura neoclassica a Copenaghen.
Venne acquistato dalla Famiglia reale danese tramite il principe Christian di Glücksborg, che più tardi divenne re Cristiano IX di Danimarca, e ci prese residenza. Qui nacquero i figli di Cristiano IX: Federico VIII di Danimarca, Alessandra di Danimarca, Giorgio I di Grecia e Maria Feodorovna, imperatrice di Russia.

## Storia
Quando il quartiere di Frederiksstaden venne costruito intorno al 1748, venne progettato in un uniforme stile Rococò. Quindi tutti i nuovi palazzi dovevano rispettare alcune linee guida date da Nicolai Eigtved, il progettista del quartiere.
Il Palazzo Giallo venne costruita tra il 1759 1 il 1764, dal mercante Frederik Bargum su progetto dell'architetto Nicolas-Henri Jardin che lo disegnò con uno stile Neoclassico.
Carl Friedrich Busky (1743 1808), un ricco mercante e un console della Prussia, acquistò il palazzo nel 1775 e lo mantenne fino alla sua morte nel 1808.
Il re Federico VI comprò l'edificio nel 1810 per usarlo come residenza per gli ospiti che venivano in visita alla famiglia reale. Nel 1837 il re Federico VII lasciò la proprietà a suo nipote, il principe Christian di Glücksborg, che era appena arrivato a Copenaghen dalla Germania. Al tempo nessuno sapeva che sarebbe diventato Cristiano IX di Danimarca.
Il principe Christian prese residenza nel Palazzo Giallo dove visse fino al 1865, quando, divenendo re, si trasferì nel Palazzo di Amalienborg.
Più tardi il principe Valdemar visse nel Palazzo Giallo, fino alla sua morte nel 1939, come suo ultimo residente reale.

## Architettura
Il palazzo è stato descritto come la prima costruzione neoclassica di Copenaghen.
Il palazzo include anche Garderstalden (il palazzo delle guardie) che fu costruito nel 1842, dal disegno di Jørgen Hansen Koch. Venne usato anche da Christian di Glücksborg come scuderia per i propri cavalli e per quelli della Guardia reale che era ospitata nel Palazzo. 
Nel 2013 il Palazzo Giallo venne rinnovato e restaurato da Bertelsen & Schewing. Ora ospita una sede amministrativa al piano terra e degli appartamenti ai piani superiori.